# غوس ساندبرغ
غوس ساندبرغ (بالإنجليزية: Gus Sandberg)‏ هو لاعب كرة قاعدة أمريكي، ولد في 23 فبراير 1895 في لونغ آيلاند سيتي في الولايات المتحدة، وتوفي في 3 فبراير 1930 في لوس أنجلوس في الولايات المتحدة.

## وصلات خارجية
- غوس ساندبرغ على موقعبيزبول رفرنس.كوم (الدوري الرئيسي) (الإنجليزية)
- غوس ساندبرغ على موقعبيزبول رفرنس.كوم (الدوري الثانوي) (الإنجليزية)